# Слатіна (комуна)
Слатіна (рум. Slatina) — комуна у повіті Сучава в Румунії. До складу комуни входять такі села (дані про населення за 2002 рік):
- Гейнешть (2001 особа)
- Слатіна (1874 особи)
- Херла (1338 осіб)

Комуна розташована на відстані 334 км на північ від Бухареста, 29 км на південний захід від Сучави, 123 км на захід від Ясс.

## Населення
За даними перепису населення 2002 року у комуні проживали 5213 осіб, усі — румуни. Усі жителі комуни рідною мовою назвали румунську.
Склад населення комуни за віросповіданням:
| Релігія       | Кількість осіб | Відсоток |
| ------------- | -------------- | -------- |
| православні   | 4119           | 79,0%    |
| п'ятдесятники | 1              | < 0,1%   |
| унітарії      | 1              | < 0,1%   |